# Castillo Rospigliosi
El Castillo Rospigliosi es un pequeño castillo ubicado en la calle Manuel del Pino Nº 488, urbanización Santa Beatriz del centro de Lima, promovido por Carlos Rospigliosi Vigil. Fue inaugurado en 1929 en la etapa final del Oncenio de Leguía. 

## Historia

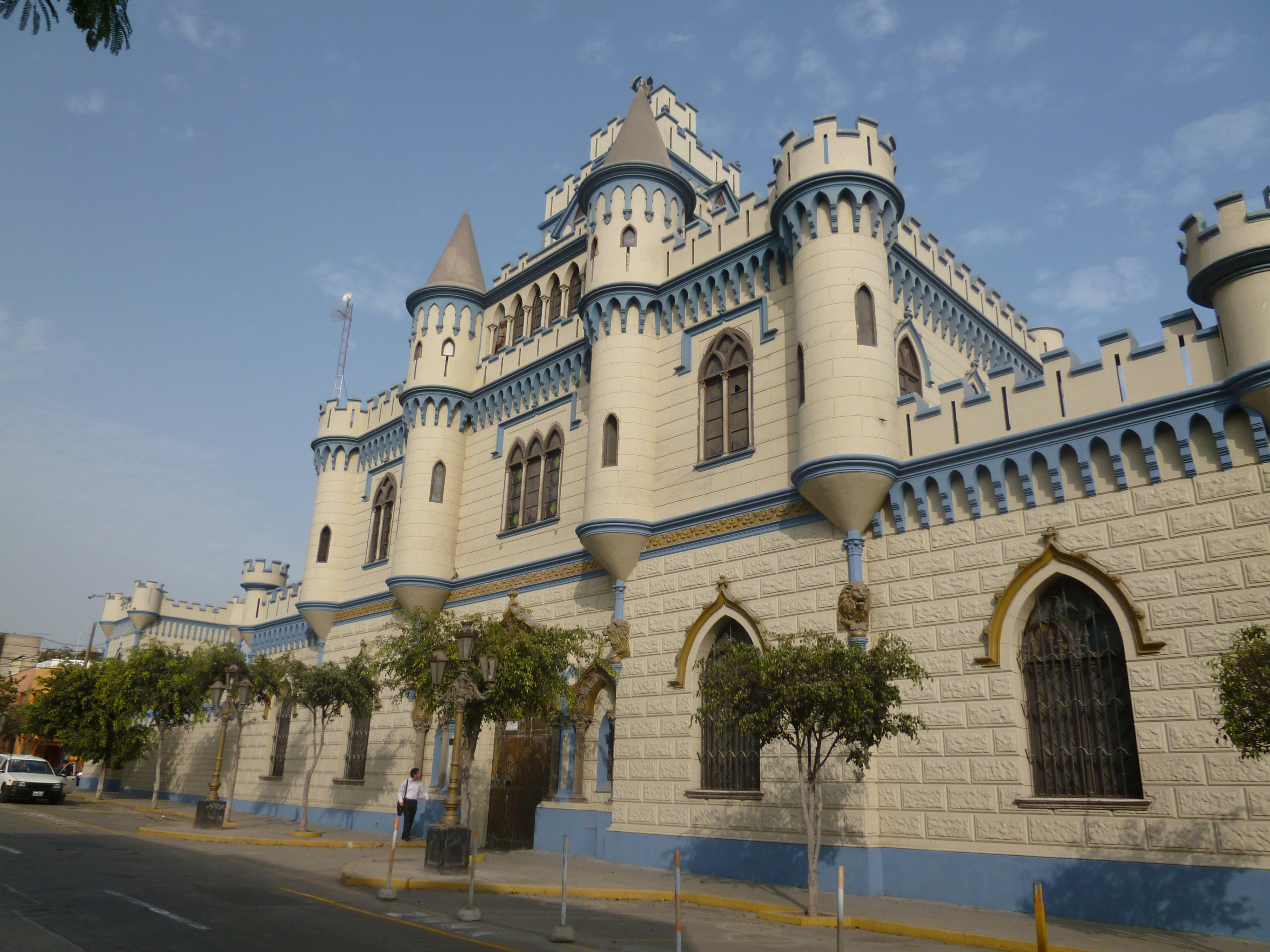
El castillo actualmente.

El castillo fue construido por orden del médico Carlos Rospigliosi Vigil, descendiente de la familia italiana Rospigliosi. Fue construido por el deseo de brindar alojamiento en su llegada a Lima al rey Alfonso XIII, a quien Rospigliosi conoció en su primer viaje a Europa.[cita requerida] También se ha especulado sobre la petición de autorización a la Municipalidad Metropolitana de Lima para poder construir una fosa alrededor del castillo e instalar un puente levadizo.[cita requerida]
En la construcción del castillo participó activamente Rospigliosi, quien introdujo mobiliario traído de Europa y de talleres de Lima. El castillo fue utilizado por la familia Rospigliosi, hasta que el hijo de Carlos Rospigliosi, Carlos Augusto Rospigliosi Vigil, perdió el castillo porque fue expropiado por el Estado por negociaciones de su tío el médico Augusto Pérez Araníbar. Desde 1949 fue otorgado a la Fuerza Aérea del Perú, como sede inicial de la Academia de Guerra Aérea, luego de la Escuela Superior de Guerra Aérea y actualmente es sede del Museo Aeronáutico del Perú desde el 23 de mayo de 2014, donde se recopilan, exhiben, preservan las reliquias, réplicas, fotografías, documentos y materiales que fomenten la Historia Aeronáutica Nacional y Mundial para conservar el Patrimonio Histórico de la Aeronáutica del Perú.